# Idioma montenegrino
El idioma montenegrino o dialecto montenegrino (autoglotónimo crnogorski) es una variante estandarizada del serbocroata estándar. Se habla en Montenegro y es el idioma de la diáspora montenegrina. Como las otras tres formas estandarizadas de serbocroata, se basa en el dialecto štokavski.
Desde 2004 la comunidad académica y literaria de Montenegro ha promovido poco a poco la idea de instituir la lengua montenegrina para el público, un movimiento cuyos orígenes se remontan a 1993.
A partir de la independencia de Montenegro en 2006, el montenegrino se convirtió en la lengua oficial de Montenegro según la nueva Constitución del 22 de octubre de 2007; recibió una nueva norma el 10 de julio de 2009.
Es oficial en Montenegro y también se habla en algunas áreas de Bosnia y Herzegovina, Croacia, Serbia y del estado con reconocimiento limitado de Kosovo.

## Sistemas de escritura
El montenegrino se escribe tanto con el alfabeto cirílico montenegrino (en montenegrino: црногорска ћирилица / crnogorska ćirilica o црногорска азбука / crnogorska azbuka), casi idéntico al alfabeto cirílico serbio, como con el alfabeto latino adaptado. 

### Letras[9]
- Versión latina: A B C Č Ć D ǅ Đ E F G H I J K L ǈ M N ǋ O P R S Š Ś T U V Z Ž Ź.
- Versión cirílica: А Б Ц Ч Ћ Д Џ Ђ Е Ф Г Х И Ј К Л Љ М Н Њ O П Р С Ш Ć Т У В З Ж З́.